# Ready to Rumble
Ready to Rumble (Brasil: Prontos para Detonar ) é um filme de comédia estadunidense de 2000 dirigido por Brian Robbins e escrito por Steven Brill, que é baseado na já extinta promoção de luta profissional da Turner Broadcasting, a World Championship Wrestling (WCW). O filme chama seu título do bordão do anunciador de ringue Michael Buffer, "Vamos nos preparar para fazer barulho!" O filme conta com muitos lutadores da WCW. Alguns países como a Finlândia, Austrália e Japão só foram capazes de ver lançamentos da estreia diretamente em vídeo do filme.

## Sinopse
Gordie e Sean, fãs alucinados de wrestling profissional, fazem loucuras para tentar devolver ao decadente ídolo da dupla, Jimmy King, o cinturão de campeão mundial.

## Elenco

### Atores
- David Arquette ... Gordie Boggs
- Scott Caan ...  Sean Dawkins
- Oliver Platt ...  Jimmy King
- Joe Pantoliano ... Titus Sinclair
- Rose McGowan ... Sasha
- Martin Landau ... Sal Bandini
- Ahmet Zappa ... Cashier
- Jill Ritchie ... Brittany
- Richard Lineback ... pai de Gordie
- Chris Owen ... Isaac
- Melanie Deanne Moore ... Wendy
- Caroline Rhea ... Eugenia King
- Tait Smith ... Frankie King
- Ellen Albertini Dow ... Sra. MacKenzie
- Kathleen Freeman ... Jane King
- Lewis Arquette ... Fred King

| - Bill Goldberg - Diamond Dallas Page - Sting - Bam Bam Bigelow - Randy Savage - Booker T - Sid Vicious - Juventud Guerrera - Curt Hennig - Disco Inferno - Billy Kidman - Konnan - Chris Kanyon - Rey Mysterio, Jr. - Perry Saturn - Prince Iaukea - Van Hammer - Gorgeous George | - Michael Buffer - Gene Okerlund - Tony Schiavone - Mike Tenay - Charles Robinson - Billy Silverman - Chae An - Fyre - Melissa Bellin - Rmell |

## Conseqüência
Após o lançamento do filme, WCW decidiu gerar publicidade para a empresa, executando um enredo em que David Arquette, um fã de wrestling legítimo, tornou-se campeão mundial da WCW. O enredo foi insultado por fãs de wrestling, e o próprio Arquette supostamente acreditava que era uma má ideia, como ele sentiu que isso iria prejudicar o valor do cinto ocupado em tão alta conta. Enquanto na WCW, ele alinhou com Diamond Dallas Page (apesar de Page ser o vilão do filme) e concordou em enredo para soltar o título para ele. Ele acabou perdendo o título em um jogo que envolvia a gaiola de três camadas visto em Ready to Rumble, colocando-se contra Page e Jeff Jarrett, que terminou quando ele virou Page e permitiu Jarrett ganhar. Arquette mais tarde doou todo o dinheiro que WCW pagou às famílias dos lutadores profissionais falecidos Brian Pillman e Owen Hart, árbitro falecido Brian Hildebrand e a família do lutador paralisado Darren Drozdov.
A Tríplice Gaiola foi usada por WCW apenas duas vezes: a primeira, em Slamboree 2000, Jeff Jarrett venceu Diamond Dallas Page e David Arquette (defendendo o World Heavyweight Championship de WCW) para ganhar o título. Neste jogo, Chris Kanyon foi atirado do telhado de uma das gaiolas, "paralisando" ele. A outra , a ter lugar em 4 de setembro de 2000 no episódio WCW Monday Nitro, foi a edição do WarGames 2000.

## Resposta da crítica
No lançamento, Ready to Rumble recebeu críticas amplamente negativas, com uma classificação Rotten Tomatoes, 25%, mas, desde então, passou a ter um status cult.

## Produção
O personagem de Sal Bandini é baseado em lutadores Lou Thesz e Stu Hart. Oliver Platt acidentalmente bateu Randy Savage no rosto durante as filmagens de uma cena de fantasia. As imagens do incidente, que foi gravado no ombro de Savage, pode ser visto no erros de gravação mostrado durante os créditos finais. Chris Kanyon foi dublê de Oliver Platt e Shane Helms era dublê de David Arquette. O personagem de Titus Sinclair é baseado no vice-presidente da WCW Eric Bischoff.

## Música
A trilha sonora faz uso extensivo de música clássica, tanto diegético e não-diegético. "Fanfare for the Common Man", de Aaron Copland é caracterizado como a música tema de Jimmy King. "Siegfried's Funeral March" de Götterdämmerung pelo compositor alemão Richard Wagner desempenha silenciosamente em segundo plano durante a derrota inicial de King nas mãos de Tito Sinclair, interpretado por Joe Pantoliano, e Diamond Dallas Page.
A trilha sonora do filme foi lançado pela Atlantic Records e 143 Records em ambas as edições 'clean' e 'explícita'. Considerando a música Kid Rock "Badwitdaba", a Lower Than You remixada, não é eliminado na versão iTunes desta trilha sonora, manteve-se uma das únicas canções de Kid Rock a estar disponíveis no iTunes, até que a maior parte do catálogo foi lançado em iTunes em 2013.
| N.º            | Título                                           | Música                   | Artista                        | Duração |  |
| 1.             | "Get Ready"                                      |                          | Josh Abraham / Troy Vanleeuwen | 3:39    |  |
| 2.             | "Bloodstains"                                    |                          | The Offspring                  | 1:53    |  |
| 3.             | "We're Not Gonna Take It" (Twisted Sister)       | Dee Snider               | Bif Naked                      | 3:32    |  |
| 4.             | "Bawitdaba [Lower Than You Remix]"               |                          | Kid Rock                       | 3:49    |  |
| 5.             | "King of Rock"                                   |                          | Run–D.M.C.                     | 5:13    |  |
| 6.             | "Diamond Dallas Page Theme (King of Ba-Da-Bing)" | Dweezil Zappa            | Dweezil Zappa                  | 2:26    |  |
| 7.             | "Freestyle [Remix]"                              |                          | P.O.D.                         | 3:51    |  |
| 8.             | "Jump Around"                                    |                          | House Of Pain                  | 3:38    |  |
| 9.             | "We Will Rock You" (Queen)                       | Brian May                | DJ Hurricane, Scott Weiland    | 3:07    |  |
| 10.            | "Last Resort"                                    |                          | Papa Roach                     | 3:22    |  |
| 11.            | "Tema de Sting"                                  | Jimmy Hart / Howard Helm | George S. Clinton              | 2:38    |  |
| 12.            | "...Baby One More Time" (Britney Spears)         | Max Martin               | Ahmet Zappa, Dweezil Zappa     | 4:11    |  |
| 13.            | "Girls, Girls, Girls"                            |                          | Mötley Crüe                    | 4:28    |  |
| Duração total: | Duração total:                                   | Duração total:           | Duração total:                 | 45:47   |  |